# Leonardo Migliónico
Leonardo Martín Migliónico (Montevideo, 31 gennaio 1980) è un ex calciatore uruguaiano, di ruolo difensore.

## Carriera

### Club
Cresciuto calcisticamente nel Justo Josè de Urquiza, dopo un periodo all'Estudiantes, viene acquistato nel 2003 dal Piacenza. Nella prima stagione con gli emiliani viene impiegato solamente con la Primavera, debuttando in prima squadra solo nella stagione 2004-2005 in cui disputa 10 partite.
Nella stagione 2005-2006 avviene la sua consacrazione come uno dei migliori difensori di tutta la Serie B, alternandosi in difesa con Hugo Campagnaro e Samuele Olivi. Dopo quattro stagioni nel Piacenza, nel gennaio 2008 approda in Serie A, acquistato in comproprietà dalla Sampdoria. Esordisce nella massima serie il 24 febbraio 2008 nel pareggio interno dei blucerchiati contro l'Inter, e colleziona in tutto 4 presenze con la maglia blucerchiata.
L'11 luglio 2008 viene ceduto in prestito al Livorno dove conquista la promozione in Serie A. Il 26 giugno 2009 il Livorno lo acquista interamente, e Miglionico firma un contratto triennale; con i labronici disputa la successiva stagione in Serie A, nella quale rimane vittima di un grave infortunio al ginocchio che limita a 13 le sue presenze in campionato. Riconfermato dopo la retrocessione, disputa il campionato di Serie B 2010-2011 come difensore centrale titolare.
Il 24 gennaio 2012 torna in Serie A, passando a titolo definitivo al Lecce allenato da Serse Cosmi.
Debutta con i giallorossi il 29 gennaio 2012 nel match di campionato vinto in casa per 1-0 contro l'Inter.
Il 17 luglio 2012, dopo la retrocessione dei salentini in Serie B, passa alla compagine argentina del Racing Avellaneda.